# Georg Fischer (Politiker, 1906)

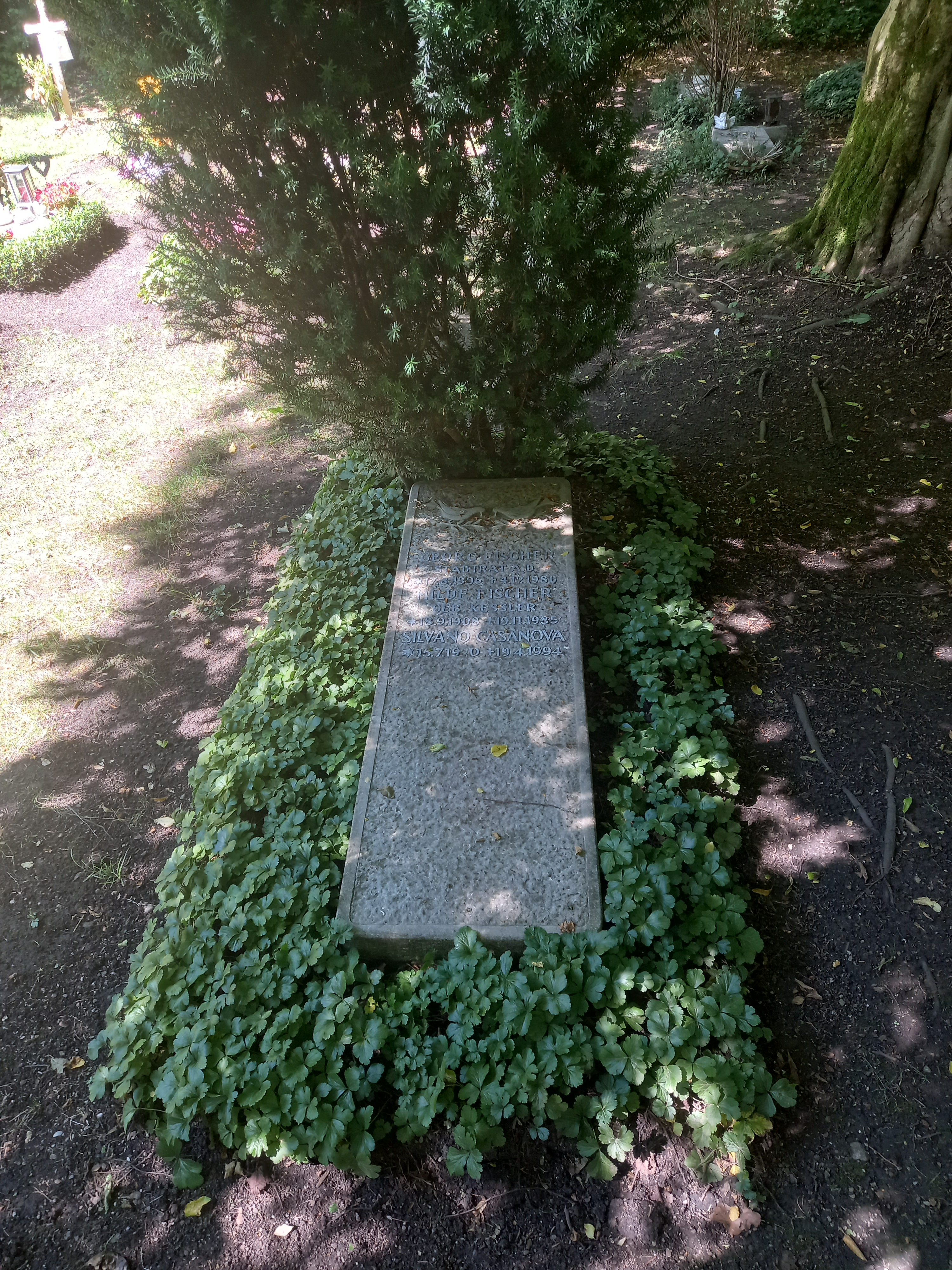
Das Grab von Georg Fischer und seiner Ehefrau Hilde geborene Kessler auf dem Waldfriedhof (München)

Georg Fischer (* 17. August 1906 in Unterrohrbach, Kreis Eggenfelden, Niederbayern; † 4. Dezember 1980 in München) war ein deutscher Politiker (KPD/UAPD/SPD) und bayerischer Staatssekretär im Wirtschaftsministerium.

## Leben
Fischer war Sohn eines Schuhmachers und wuchs in ärmlichsten Verhältnissen auf. Er besuchte die Volksschule in Ingolstadt und absolvierte anschließend eine Lehre zum Buchdrucker. 1923 trat er in Ingolstadt dem Kommunistischen Jugendverband Deutschlands bei, kurze Zeit später der Kommunistischen Partei Deutschlands (KPD).
Er war im Ruhrgebiet politisch und gewerkschaftlich tätig. 1933 wurde er in Wuppertal vorübergehend verhaftet. Danach arbeitete er als Versicherungsvertreter und war im Widerstand gegen den Nationalsozialismus aktiv. 1939 wurde er zum Kriegsdienst eingezogen. Im September 1944 fand er Anschluss an eine italienische Widerstandsgruppe. Später geriet er in amerikanische Kriegsgefangenschaft, aus der er am 11. Juni 1945 entlassen wurde.
1945 beteiligte er sich maßgeblich am Wiederaufbau der KPD in Ingolstadt und in Bayern. Im Juli 1945 wurde er zum Leiter des Arbeitsamtes Ingolstadt ernannt. Vom 7. Januar 1946 bis zu seiner Entlassung am 8. Juni 1946 war er Wirtschafts-Staatssekretär im ersten Kabinett des Ministerpräsidenten Wilhelm Hoegner. Die amerikanische Militärregierung hatte anfangs die Einbeziehung der Kommunisten in die Landesregierung angeordnet. Fischer wurde am 15. Juni 1946 wegen unerlaubten Übertritts der amerikanisch-sowjetischen Zonengrenze zu vier Monaten Haft verurteilt
Von Februar 1946 bis April 1947 fungierte Fischer als Landesvorsitzender der KPD in Bayern, 1947 war er KPD-Landessekretär für Parlaments- und Kommunalpolitik. Im September 1949 trat Fischer nach Anschuldigungen, Anhänger des Titoismus zu sein, aus der KPD aus.
1950 gehörte er zu den Mitvorbereitern und -gründern der kurzlebigen Unabhängigen Arbeiterpartei Deutschlands (UAPD) und wurde Mitglied ihres Sekretariats. Gegenüber dem Spiegel begründete er die Notwendigkeit einer Parteigründung: „Während die KPD-Führung durch ihre bedingungslose Gebundenheit an die sowjetische Außenpolitik und deren Maßnahmen von Tag zu Tag mehr Einfluß und mehr Arbeiterpositionen einbüßt, hat die SPD ihre nach dem Ersten Weltkrieg übernommene Rolle des Arztes am Krankenbett des Kapitalismus mit Erfolg fortgesetzt. Jedem Marxisten wird klar sein, daß die SPD ihre relative Stärke dem Fehlen einer Partei der Arbeiterklasse zu verdanken hat.“ Nach Auflösung der UAPD wurde Fischer im Oktober 1952 dann doch Mitglied der SPD. Von 1954 bis 1962 war er stellvertretender Vorsitzender des SPD-Unterbezirks München. Von 1960 bis 1972 gehörte er dem Stadtrat von München an.
Von 1960 bis 1973 war er zudem Mitglied des Vorstandes und des Kuratoriums der Münchner Volkshochschule.

## Schriften
- Vom aufrechten Gang eines Sozialisten. Ein Parteiarbeiter erzählt. J. H. W. Dietz Nachf., Berlin 1979, ISBN 3-8012-0035-3.